# Molassana
Molassana (Moâsànn-a, pronuncia in genovese /mwaːˈsaŋa/) è un quartiere genovese della val Bisagno.
Fu comune autonomo fino al 1926, quando insieme ad altri diciotto comuni del genovesato fu inglobato nel comune di Genova per costituire la cosiddetta Grande Genova, di cui divenne una circoscrizione. Nella nuova ripartizione in vigore dal 2005 fa parte del Municipio IV Valbisagno, insieme ai quartieri di Struppa e Staglieno.

## Geografia fisica

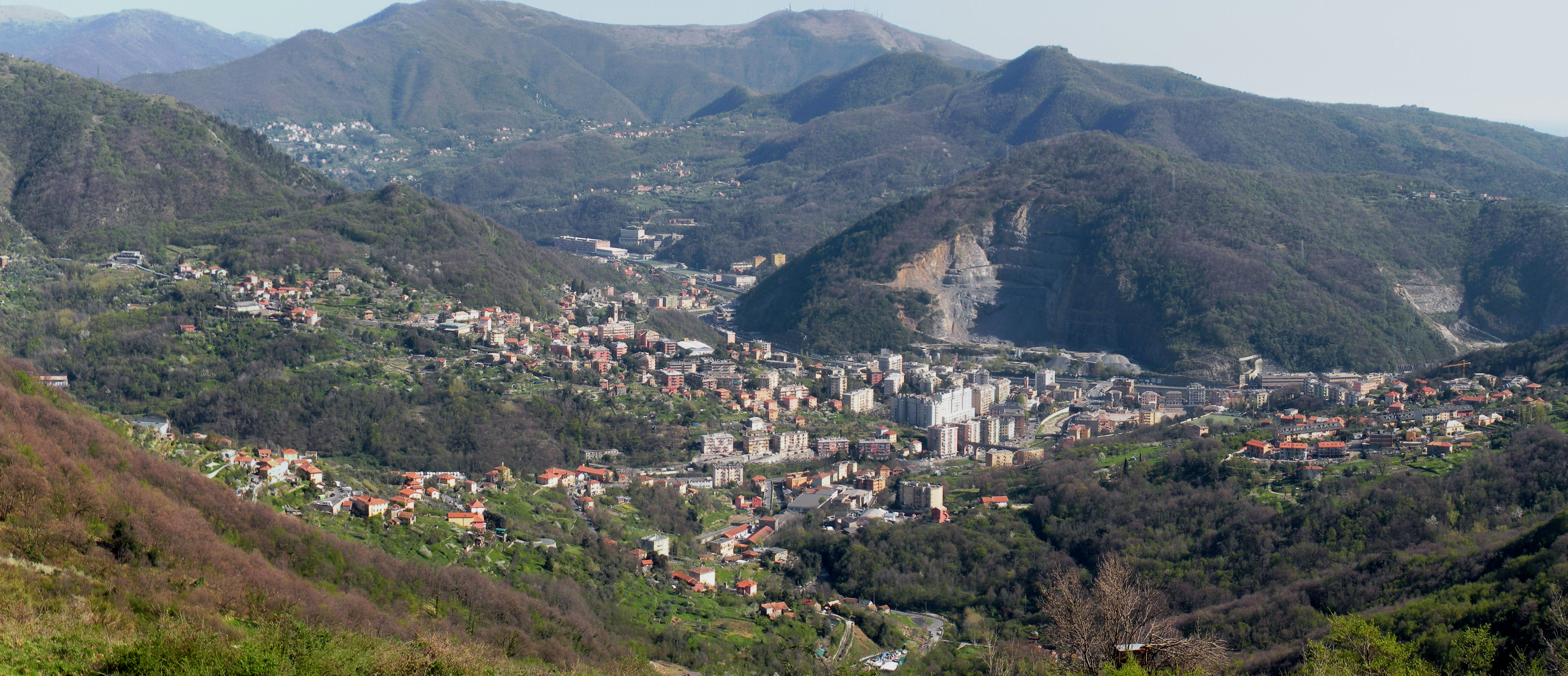
Veduta panoramica del quartiere

L'ex circoscrizione di Molassana, estesa per 16,61 km², di cui 5,12 urbanizzati, è formata dalle unità urbanistiche di Molassana, Montesignano e Sant'Eusebio, che insieme hanno una popolazione di 23 509 abitanti (dato aggiornato al 31 dicembre 2022). La zona di Montesignano, che comprende anche San Gottardo, con 12 344 abitanti, risulta la più popolata; l'area di Molassana ha 8 793 residenti e Sant'Eusebio 2 372.

### Territorio
Molassana confina a nord-est con il comune di Montoggio, a levante con il quartiere di Struppa, a sud con Marassi, a sud-ovest con Staglieno, a nord-ovest con il comune di Sant'Olcese e per un breve tratto con il quartiere polceverasco di Rivarolo.
Il territorio dell’ex circoscrizione occupa una porzione della media val Bisagno, estendendosi sulla destra orografica fino al crinale che culmina nel monte Alpe e che delimita la val Bisagno dalla val Polcevera ed a quello sulla sinistra che divide la val Bisagno dalla valle Sturla. La principale valle laterale è quella del Geirato, affluente di destra del Bisagno, che nasce dal monte Alpe e confluisce nel Bisagno proprio nel centro di Molassana, situato nel fondovalle.
All'interno dell'unità urbanistica di Molassana sono comprese diverse frazioni sparse nella valle del torrente Geirato, affluente del Bisagno, mentre Montesignano e Sant'Eusebio, un tempo frazioni del comune di Bavari, si trovano sul lato sinistro della val Bisagno.
L'area centrale di Molassana comprende una parte bassa lungo la riva del torrente, con quartieri prevalentemente popolari ed una parte collinare che costituisce il nucleo più antico del paese, nei pressi della chiesa di Santa Maria Assunta. Alla tardiva urbanizzazione Molassana deve la sua particolare conformazione, ancora oggi composta da borghi di aspetto rurale accostate a moderni palazzoni di edilizia popolare. Una periferia residenziale, sia pure popolare, ma che conserva ancora aspetti di ruralità nelle zone collinari.
La parte bassa, in origine un piccolo borgo, anticamente chiamato Olmo, attorno ad una cappella dedicata a san Rocco (ora sede del Gruppo Scout "Genova 20"), era una stazione di sosta sulla strada per Piacenza, situata alla confluenza del rio Geirato nel torrente Bisagno. Oggi, ingranditasi con lo sviluppo edilizio del dopoguerra, è il centro del quartiere. La copertura del Geirato nel suo tratto finale che ha creato una grande e animata piazza, poco più a monte della quale, in via Sertoli, nell'area popolarmente chiamata "Arizona" (i numerosi carri che trasportavano le masserizie dei nuovi residenti ispirarono questo nome appreso dai film western), si trovano alcuni grandi caseggiati di edilizia popolare, realizzati negli anni trenta del Novecento e destinati inizialmente agli abitanti del centro storico di Genova, i cui originari rioni venivano demoliti, nella zona di piazza Ponticello (Piano di Sant'Andrea).
Proprio al centro del quartiere ha operato per oltre cinquant'anni lo storico colorificio Boero, che nel 2007 ha comunicato la propria decisione di trasferire dal 2010 gli impianti produttivi a Tortona; a seguito di questa decisione è stato avviato un progetto di riconversione dell'area. Il progetto, presentato nel 2007 dalla proprietà Boero prevedeva la realizzazione di edifici residenziali, un supermercato, esercizi commerciali, un'area verde con spazi pedonali, parcheggi e servizi pubblici, tra i quali un auditorium e una biblioteca. A giugno 2017 è stato inaugurato nell'area un supermercato, a maggio 2022 sono stati completati gli altri insediamenti, tra cui alcuni edifici residenziali con appartamenti destinati al social housing.
Le colline alle spalle del quartiere offrono la possibilità di compiere diversi percorsi escursionistici: risalendo la valle del Geirato si può salire al valico di Creto e al monte Alpe, oppure al Prato Casarile o raggiungere i ruderi del Castelluzzo. Uno dei percorsi più interessanti è il sentiero in pietra di Luserna dell'Acquedotto storico che qui compie gran parte del suo percorso.

## Origini del nome
Il nome della località deriva da "Mollicciana", vulgata per terra mollis, per indicare il terreno umido e paludoso, talvolta franoso ma anche molto fertile, della valle del Geirato. Il toponimo Mollicciana compare in documenti medioevali e a quell'epoca era riferito anche alla porzione più a monte della val Bisagno, che in seguito avrebbe preso la denominazione di Struppa.

## Storia

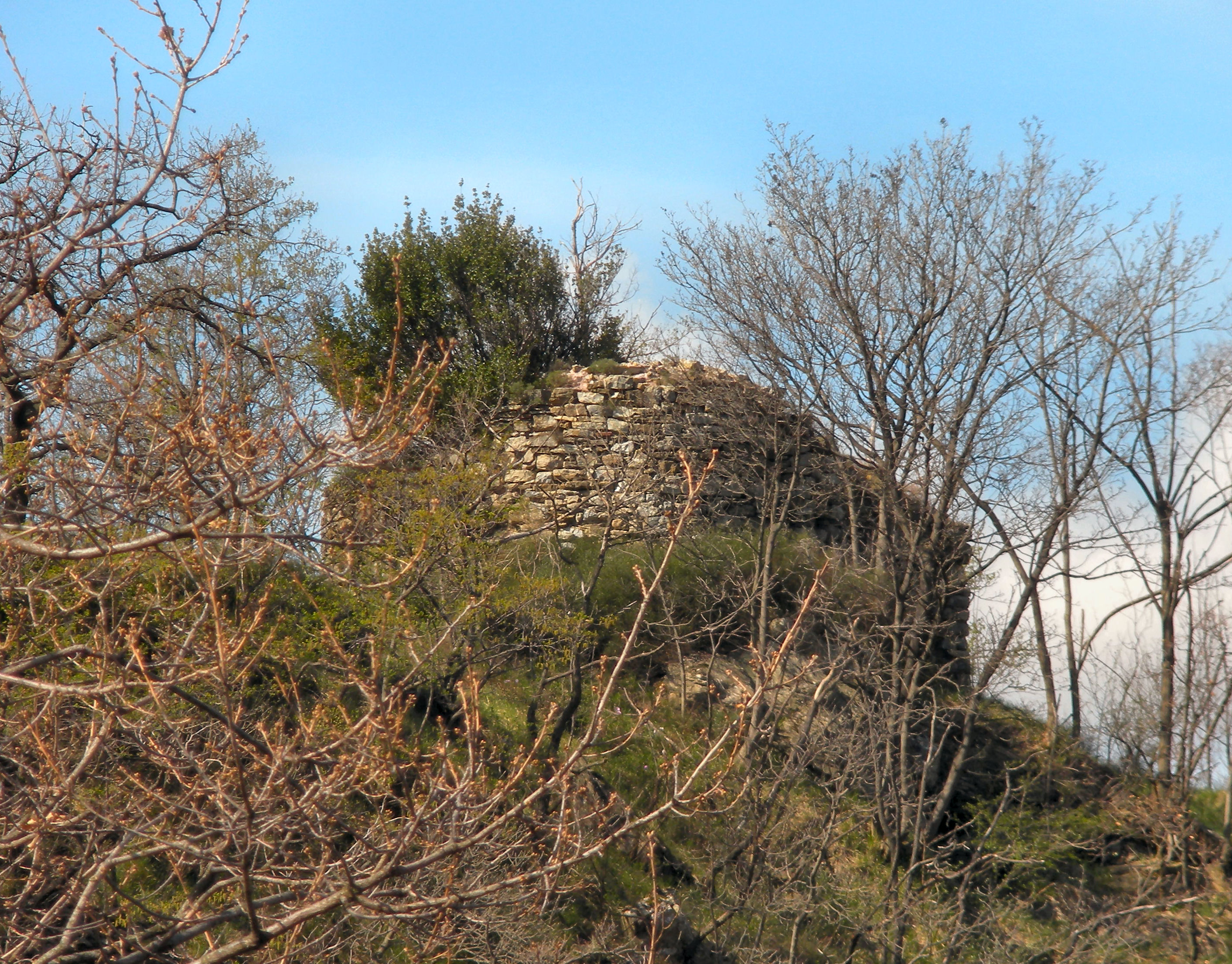
I ruderi del Castelluzzo di Molassana

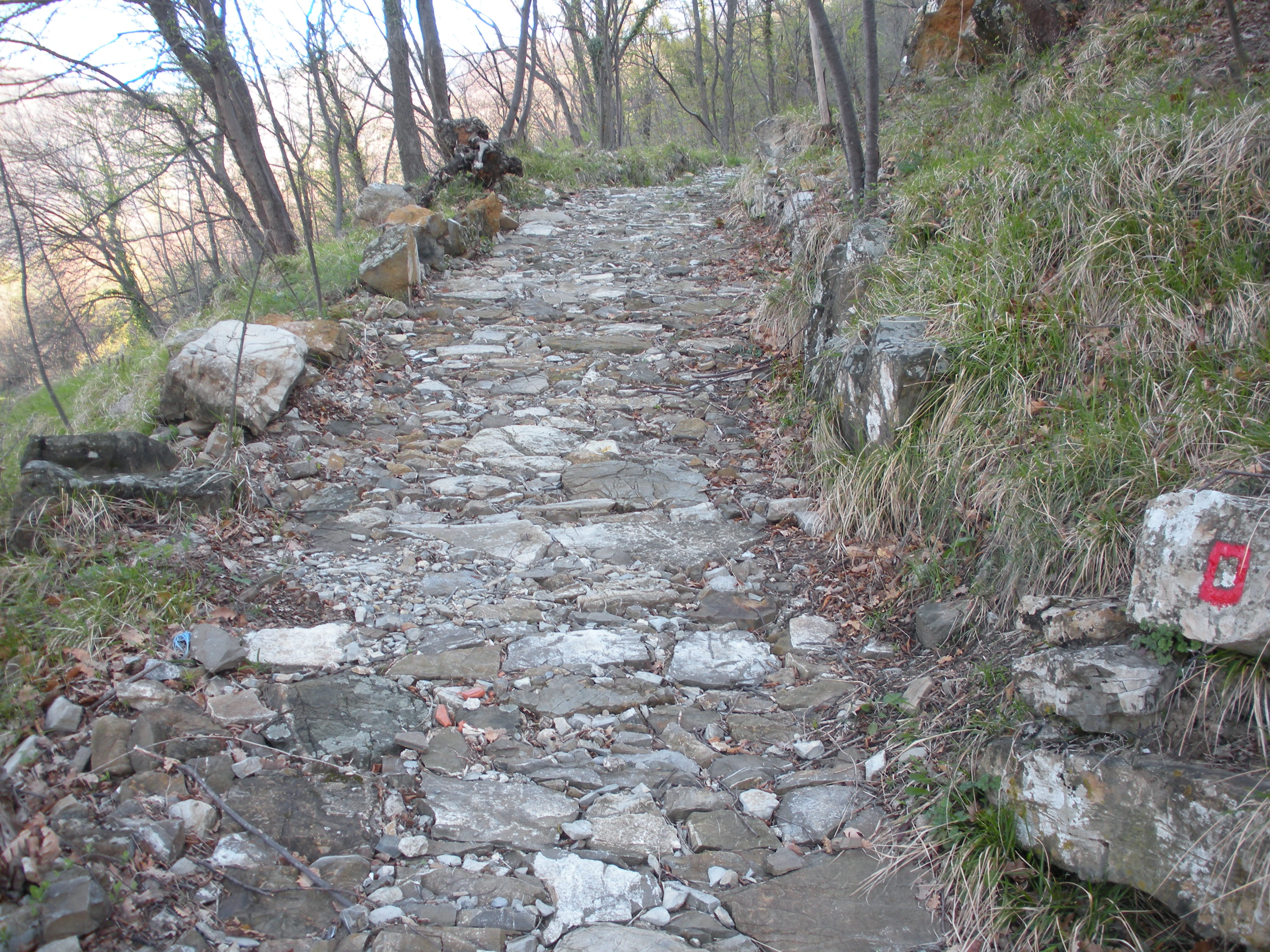
Un tratto dell'antica mulattiera per Creto

La zona di Molassana per secoli ha costituito un'unica entità amministrativa con la vicina Struppa.
Intorno all'anno 1000 i borghi rurali allora compresi nelle due circoscrizioni facevano parte di una vasta tenuta vescovile, in pratica un vero e proprio feudo ecclesiastico, chiamata "Isola del Vescovo"; questa tenuta, unico possedimento vescovile nell'entroterra di Genova, a partire dal XIII secolo passò in gran parte alla potente famiglia dei Fieschi, contrastati dalla Repubblica di Genova che intendeva limitare la loro influenza.
Nel XV secolo Molassana e Struppa divennero entità amministrative distinte, per ritrovarsi poi entrambe inglobate nel comune di Genova nel 1926. A Molassana rimase la conca formata dalla valle del Geirato, con i suoi piccoli borghi, centri di via sulla strada per Creto e la valle Scrivia da una parte e la Crociera di Pino e la val Polcevera dall'altra. Capoluogo divenne il nucleo di case vicino alla chiesa di Santa Maria Assunta, citata nel registro arcivescovile del 1143, ma certamente più antica, nella quale erano conservate lapidi sepolcrali di epoca imperiale.
(Agostino Giustiniani, "Annali della Repubblica di Genova", 1537)
Molassana per la sua posizione fu per secoli un importante nodo viario, in cui convergevano le strade provenienti da Genova, dal levante (attraverso Bavari), dalla valle Scrivia (attraverso il valico di Creto), dalla val Polcevera (attraverso la Crociera di Pino), dall'alta val Bisagno e dalla val Trebbia.
All'inizio dell'Ottocento l'antica rete viaria divenne insufficiente per le nuove esigenze portate dalla nascente industrializzazione: a partire dal periodo napoleonico, e soprattutto dopo l'annessione della Repubblica Ligure al regno sabaudo fu avviata la costruzione di nuove strade. Nel 1809 iniziò la costruzione della strada nazionale da Genova a Piacenza, completata solo nel 1870. La località Olmo, nella piana alla confluenza del Geirato nel Bisagno, che si trovava sul percorso della nuova arteria, iniziò a svilupparsi intorno alla stazione di posta, divenendo in breve il centro più popoloso del comune e luogo d'incontro degli abitanti dei vari borghi collinari, finendo con il superare per importanza gli altri due nuclei storici, quello intorno alla chiesa dell'Assunta e quello di Pino, circostanza sancita dallo spostamento a valle della casa comunale.
Un episodio di cronaca della fine del Settecento racconta di un'incursione compiuta a Molassana durante una festa religiosa dalla banda del brigante Giuseppe Musso, soprannominato "o Diao" (il Diavolo). I banditi derubarono di denaro e gioielli i partecipanti ad una processione. L'episodio ebbe localmente grande risonanza e rimase per molti anni nella memoria degli abitanti della zona..
Con il regio decreto-legge n. 74 del 14 gennaio 1926, nell'ambito della creazione della cosiddetta Grande Genova, il comune fu soppresso e aggregato con altri 18 a quello di Genova, la cui nuova entità amministrativa diventò operativa dal 1º luglio 1926. Nel dopoguerra l'imponente espansione edilizia e l'insediamento di strutture commerciali e produttive hanno definitivamente cambiato il volto del quartiere, in particolare nelle aree di fondovalle.

## Monumenti e luoghi d'interesse

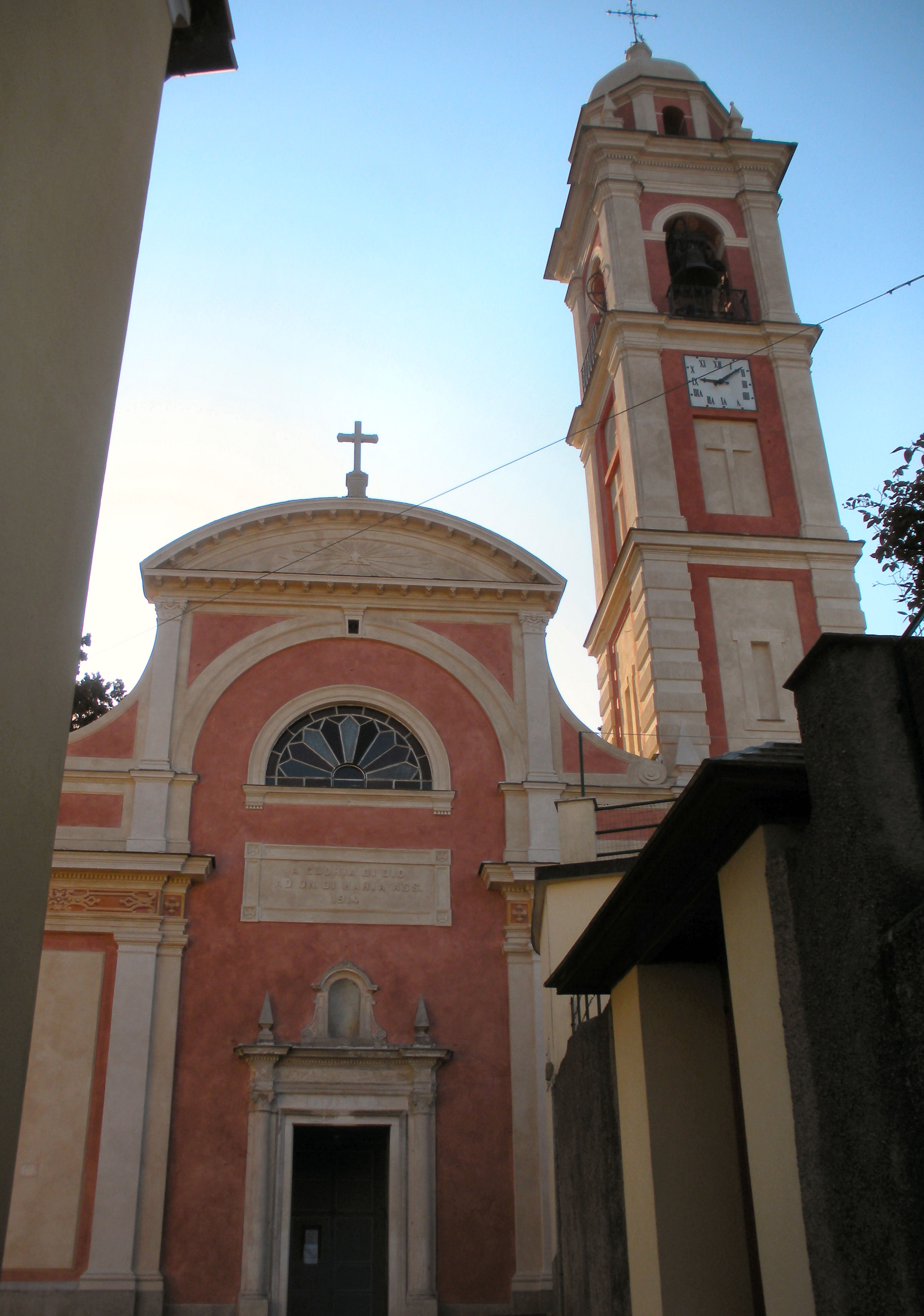
La chiesa parrocchiale di Santa Maria Assunta

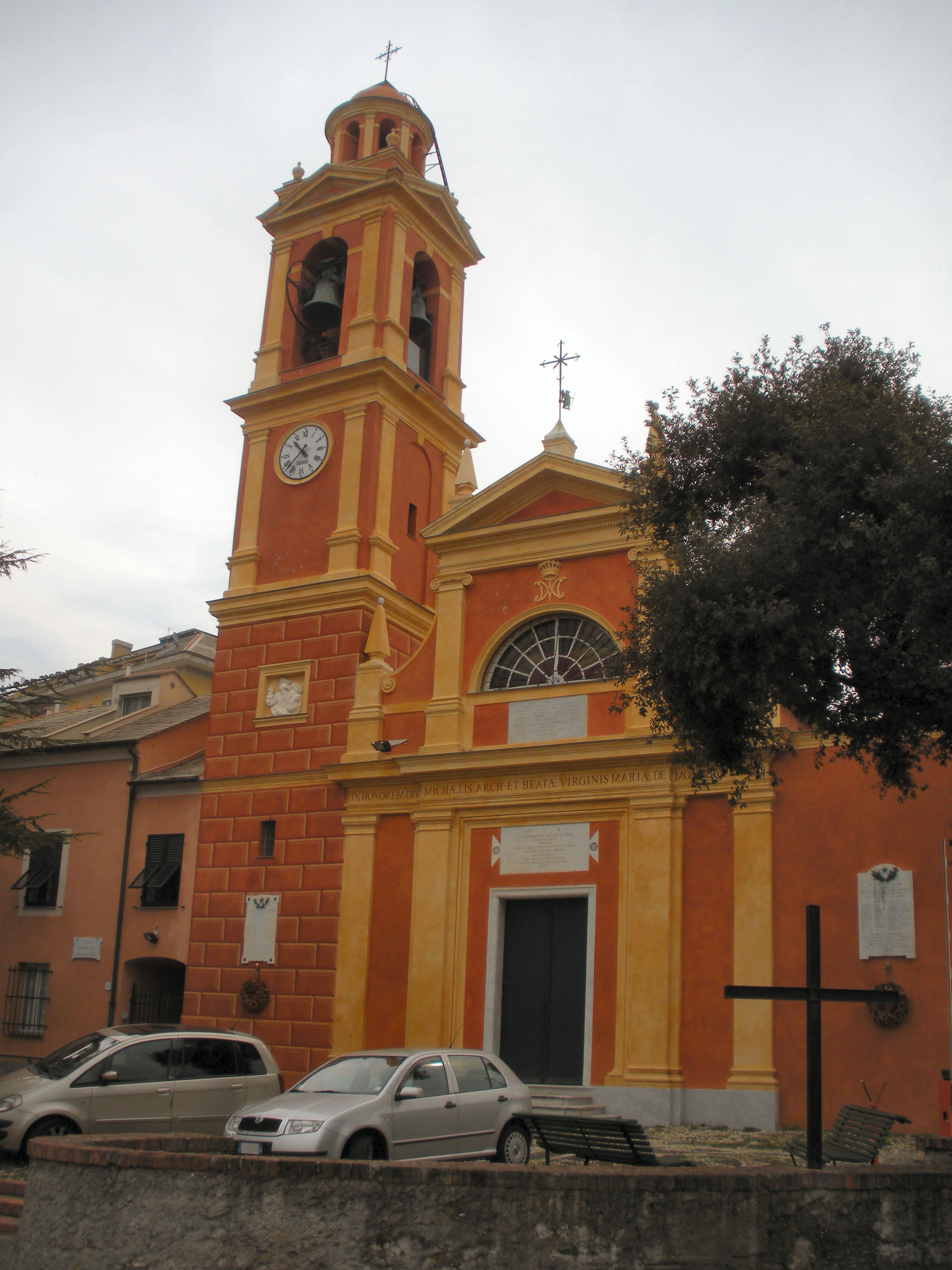
La chiesa di San Michele Arcangelo di Montesignano

### Architetture religiose
Nel quartiere di Molassana si trovano sette chiese cattoliche parrocchiali, tutte di antiche origini; quattro di queste appartengono al vicariato del Medio - Alto Bisagno e tre (Sant'Eusebio, Montesignano e San Gottardo) al vicariato di Marassi – Staglieno entrambe dell'arcidiocesi di Genova.
- Chiesa parrocchiale di Santa Maria Assunta. Le prime notizie storiche riguardo alla chiesa di Molassana risalgono al 1143, quando fu citata nel registro arcivescovile come dipendente dalla pieve di San Siro di Struppa ma si ritiene che in quel luogo esistesse una cappella, poi demolita, già prima dell'XI secolo. Non è noto quando la chiesa dell'Assunta sia stata eretta in parrocchia (si ha notizia di un rettore nel 1268, ma solo in un documento del 1481 è attestata come sede parrocchiale); i registri parrocchiali iniziano dal 1602. Ristrutturata nel XVII secolo, subì furti e gravi danni durante gli eventi bellici del 1746-1747. Nel 1880 fu restaurato l'antico campanile. La chiesa ha un'unica navata con sette altari; tra le varie opere d'arte che vi sono conservate una statua lignea della Madonna del Rosario, della scuola del Maragliano e un dipinto raffigurante il Battesimo di Cristo attribuito ad Antonio Maria Vassallo.[7] Nella chiesa si trovavano un tempo alcune antichità di epoca romana: una testa in marmo dell'imperatore Vitellio, e i resti di un sarcofago romano con le figure in bassorilievo della dea Minerva e di un fauno, oggi conservate rispettivamente nel museo di archeologia ligure di Pegli e nel museo di Palazzo Bianco a Genova. Il sagrato della chiesa è decorato con un caratteristico risseu di ciottoli di mare.

- Chiesa di San Rocco di Molassana. Dal XVII secolo a Molassana bassa esisteva una cappella dedicata a san Rocco, rifatta e ampliata nel 1937 ed eretta in parrocchia dal cardinale Giuseppe Siri nel 1963. Per l'aumento di popolazione del quartiere negli anni sessanta fu decisa la costruzione di una vera e propria chiesa accanto all'antica cappella. La nuova chiesa, costruita in cemento armato su progetto dell'architetto Giorgio Gnudi, fu consacrata dal cardinale Siri il 4 marzo 1967.

- Chiesa parrocchiale di San Giacomo Maggiore, presso l'omonima località.

- Chiesa parrocchiale di San Pietro Apostolo. Il primo documento che fa riferimento all'esistenza di una chiesa a Pino risale al 1183. La chiesa, con il titolo di san Giovanni del Castello, è espressamente nominata in un altro documento del 1201, come dipendenza della chiesa di Sant'Olcese. Nel 1514 acquisì il titolo di san Pietro; non è noto quando divenne parrocchia autonoma, ma questo avvenne probabilmente alla metà del XVI secolo[8]La chiesa, consacrata nel 1641, fu gravemente danneggiata e depredata dalle truppe austriache durante la guerra del 1746-1747. Restaurata, fu nuovamente consacrata dall'arcivescovo Giovanni Lercari il 19 ottobre 1772. Nuovi restauri furono effettuati alla facciata nel 1886, mentre recentemente sono stati effettuati lavori di consolidamento delle fondamenta.

- Chiesa parrocchiale di Sant'Eusebio, nel quartiere omonimo, a differenza delle altre chiese di Molassana fa parte, insieme a quella di Montesignano, del vicariato Marassi - Staglieno. Come la maggior parte delle chiese genovesi, è nominata per la prima volta nel 1143 come cappella di Sant'Eusebio de Luco, dipendente dalla pieve di San Siro "de Molaciana". Alla cappella era annesso ospizio per i pellegrini. Divenuta in seguito parrocchia autonoma nel XV secolo (1401 secondo alcune fonti, 1481 secondo altre) divenne una dipendenza della chiesa di San Michele Arcangelo di Montesignano. Solo nel 1929 fu nuovamente eretta in parrocchia, con un decreto del cardinale Carlo Dalmazio Minoretti.

- Chiesa vecchia di San Michele Arcangelo di Montesignano. La prima chiesa nella zona di Montesignano si trovava nella frazione Mermi ed è citata in documenti del 1212 come parrocchia autonoma, con giurisdizione su Terpi e Montesignano; dal XV secolo estese la sua giurisdizione anche su Sant'Eusebio. Questa chiesa, che sorgeva dove è ora il campo sportivo "Angelo Baiardo", gravemente danneggiata da un movimento franoso, fu ricostruita XVIII secolo ma una nuova frana nel 1818 la fece parzialmente crollare e quanto ne restava venne demolito alcuni decenni dopo; il titolo parrocchiale fu allora trasferito all'oratorio della Madonna del Carmine di Terpi, successivamente ingrandito e trasformato in chiesa parrocchiale, ed arricchito con arredi sacri e decorazioni provenienti da chiese genovesi soppresse. All'interno della chiesa sono conservati un dipinto raffigurante San Michele Arcangelo attribuito al pittore fiammingo Cornelis de Wael, una statua lignea della Madonna del Carmine di Giambattista Bissone e affreschi di Giuseppe Passano.[9]

- Chiesa parrocchiale dei Santi Michele Arcangelo, Maria del Carmine e Giustino martire. La sede ed il titolo parrocchiale negli anni ottanta del Novecento sono stati trasferiti ad una nuova chiesa, costruita nella parte più bassa del quartiere, che, come quella di Sant'Eusebio, fa parte del vicariato di Marassi - Staglieno. La prima pietra del nuovo edificio fu benedetta dal cardinale Siri il 20 ottobre del 1984. La struttura, costruita su progetto dell'ingegnere Giovanni Canepa in stile moderno, ha un caratteristico campanile e due vetrate disegnate dall'artista greco Giorgio Oikonomoy. La chiesa fu consacrata nel 1989 dall'arcivescovo Giovanni Canestri.

- Chiesa parrocchiale di San Gottardo. Nell'attuale quartiere di San Gottardo esisteva anticamente una chiesa intitolata a san Martino, detta San Martino de' Corsi, citata per la prima volta nel registro arcivescovile del 1143. Secondo gli storici dell'Ottocento Angelo e Marcello Remondini la scomparsa chiesa di San Martino, con annesso ospitale, sorgeva più in alto dell'attuale quartiere, sulla via per il valico di Trensasco, nella località Creuxu (da cui il toponimo “Corsi”)[9], mentre più a valle esisteva una modesta cappella intitolata a san Gottardo. Secondo Giovanni Carraro, sacerdote e storico, esisteva invece una sola chiesa, corrispondente all'attuale cappella, che intorno al Cinquecento avrebbe cambiato l'intitolazione da san Martino a san Gottardo[10], cosa assai insolita nel genovesato; l'intitolazione al santo bavarese testimonia probabilmente il transito di pellegrini provenienti dal nord Europa. Questa cappella, dipendente da San Bartolomeo di Staglieno e la cui presenza è attestata dal 1580, fu eretta in parrocchia il 15 luglio 1891 con decreto dell'arcivescovo Salvatore Magnasco. Negli anni sessanta del Novecento, per l'aumento della popolazione del quartiere, fu decisa la costruzione di una nuova chiesa. La prima pietra di questa nuova chiesa, che sorge accanto alla precedente cappella, fu posata il 26 marzo 1961 alla presenza del cardinale Giuseppe Siri. Due anni più tardi, il 18 marzo 1963, lo stesso Siri inaugurò la nuova chiesa. Nella chiesa si trova una statua in marmo di San Gottardo, che in precedenza si trovava nella cattedrale di San Lorenzo.

### Architetture civili

#### Acquedotto storico

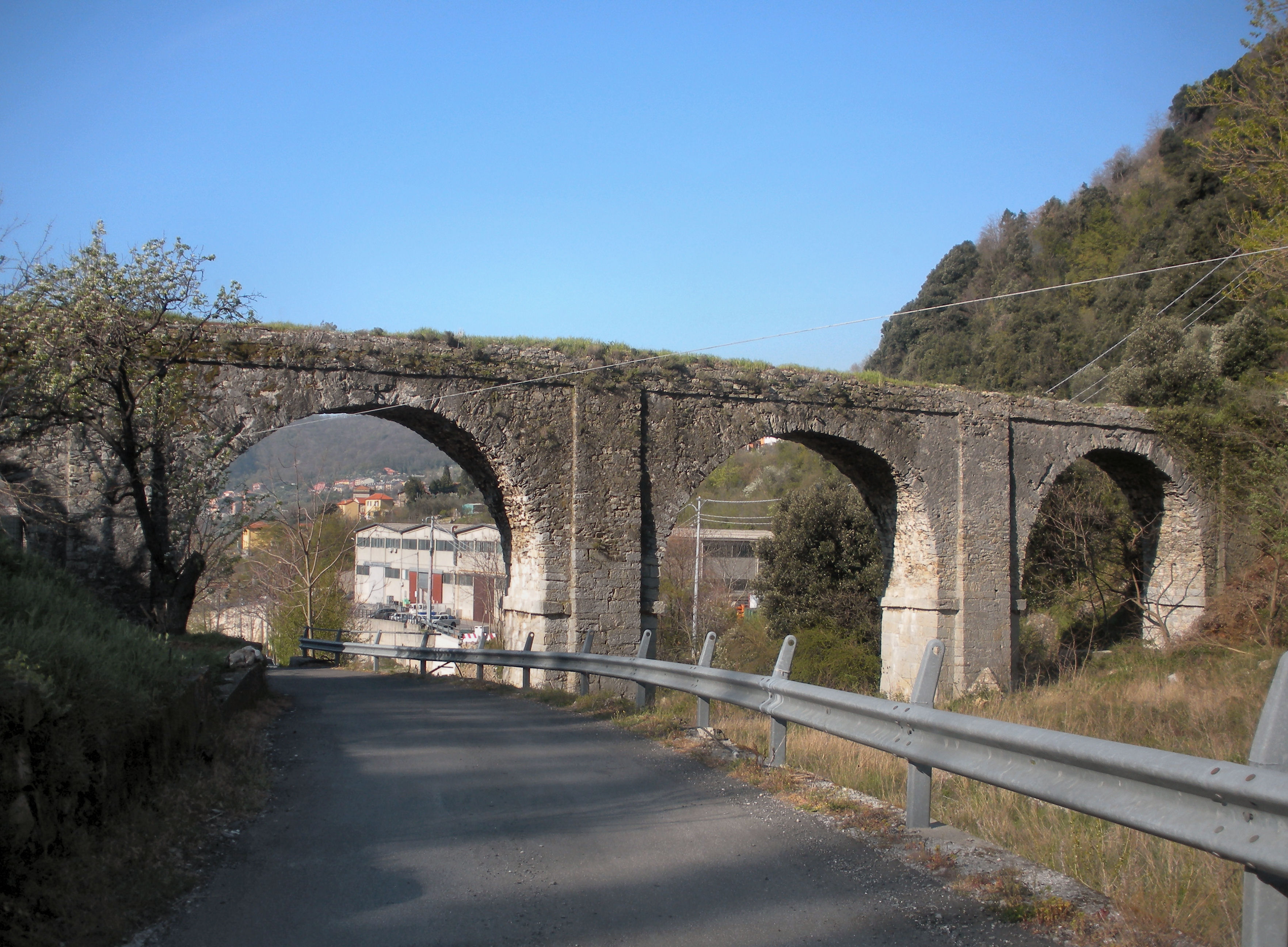
L'antico ponte-canale sul Geirato

L'area di Molassana è da tempi remoti legata, sul piano storico, alla città ed al suo porto. Il quartiere è infatti attraversato dall'antico acquedotto che riforniva Genova, prelevando l'acqua del Bisagno poco a monte di Prato, nella località detta appunto “La Presa” (nel comune di Bargagli). L'acquedotto storico (che localmente era chiamato "o condûtu") ricalca in gran parte il percorso di quello che fin dai tempi dell'antica Roma portava l'acqua in città da questo comprensorio, attingendo a sorgenti nella zona al confine tra le aree di Molassana e Struppa.
Nella zona di Molassana si trovano alcune strutture di questo acquedotto: quella più imponente e meglio conservata è il ponte-sifone sul torrente Geirato, ben visibile dal centro di Molassana, che con le sue 23 arcate in pietra per una lunghezza complessiva di 648 m trasportava l'acqua da Molassana alta a Pino Sottano. La costruzione del ponte (il primo ponte-sifone della storia, per il cui progetto gli ingegneri genovesi ebbero contatti anche con Galileo Galilei) fu decisa nel 1660 ma attuata oltre un secolo più tardi (tra il 1772 e il 1777) su progetto dell'architetto Claudio Storace, per abbreviare il percorso dell'acquedotto, che in origine si addentrava nella valle del Geirato con un percorso lungo e tortuoso in un'area soggetta a frane, fatto che rendeva molto onerosa la manutenzione.
Inizialmente sul ponte furono collocati dei tubi in ferro che però non sopportarono la pressione. Si pensò allora di sostituirli con dei tubi in marmo, trasformando nel contempo il ponte-sifone in ponte-canale, ma i nuovi tubi non furono mai installati e rimasero abbandonati nel greto del torrente. Nel 1831 furono invece installati nuovi tubi in ghisa, ancora oggi ben visibili sul ponte.
Negli anni duemila il ponte (così come la vicina "Casa dei filtri", che aveva la funzione di consentire l'accesso all'interno del condotto per ispezioni) è stato ristrutturato nell'ambito del recupero dell'Acquedotto storico, un vero capolavoro di ingegneria antica.
Un'altra struttura ancora ben conservata è il ponte-canale seicentesco (lungo 69 m) nella parte alta del Geirato, a circa 2 km da Molassana, che faceva parte del tratto di acquedotto abbandonato con la costruzione del nuovo ponte. Il vecchio tratto dell'acquedotto nell'alta valle del Geirato è invece in parte scomparso per l'espansione edilizia e le frane o nascosto dalla fitta vegetazione.

### Architetture militari

#### Castelluzzo

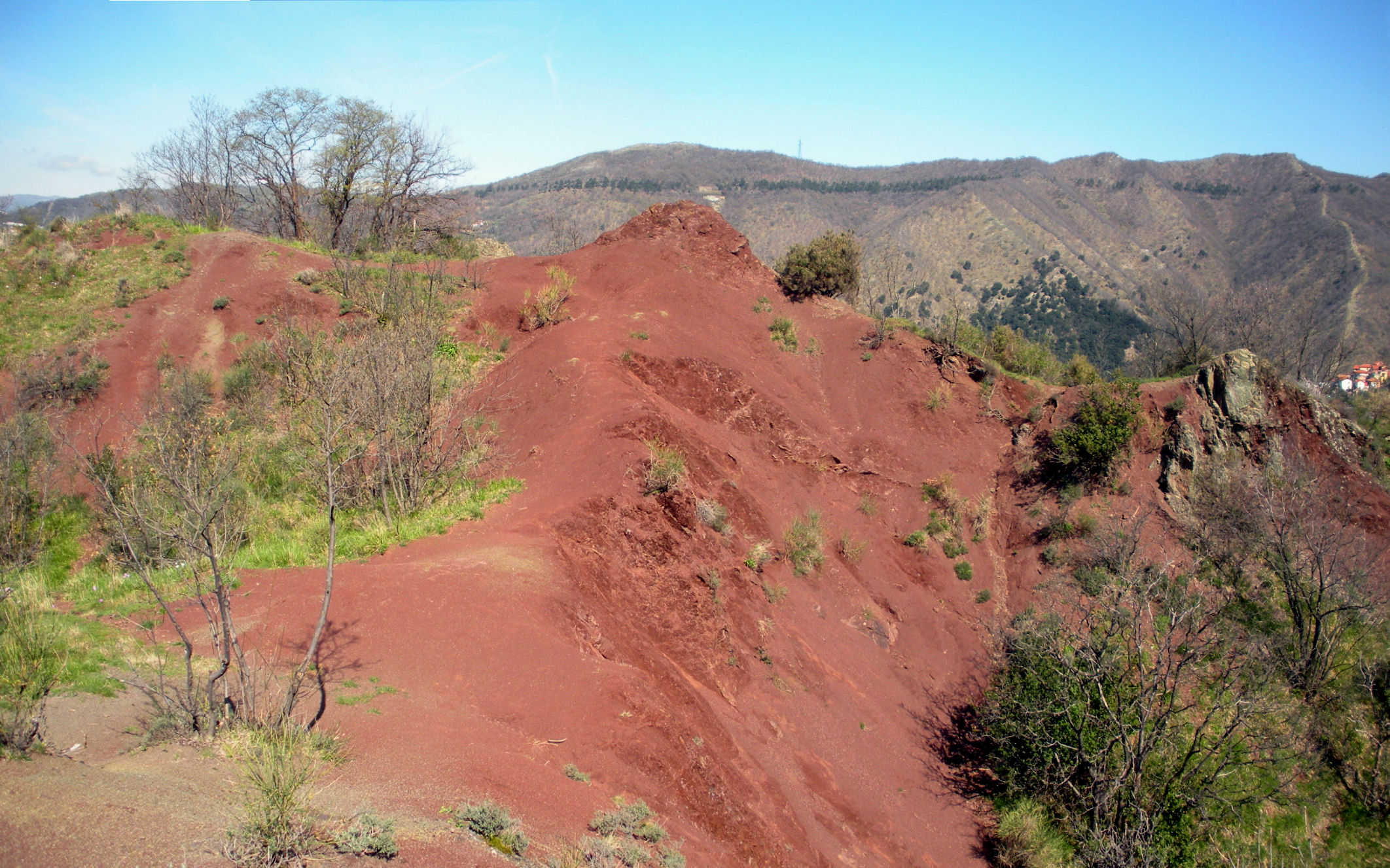
Le "Terre Rosse"

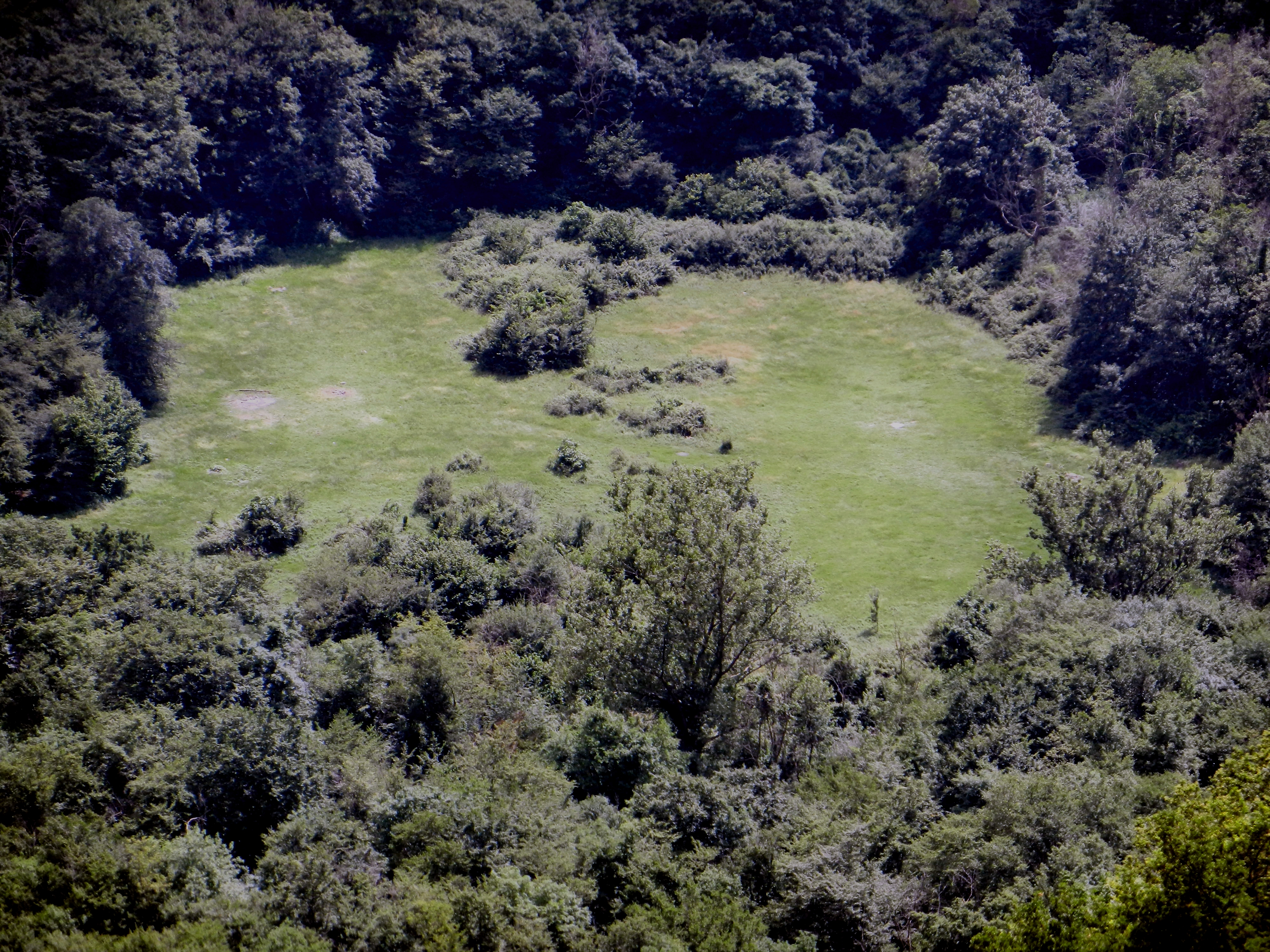
Prato Casarile

Tra i monumenti di interesse storici, vi sono i ruderi del cosiddetto "Castelluzzo", situato a 307 metri di quota su uno sperone roccioso affacciato sulla val Bisagno e su parte della valle del Geirato. Fu un baluardo difensivo tra i più antichi del genovesato, non compreso nel circuito dei forti di Genova ma risalente alla fine del X secolo. Questa struttura difensiva alto medioevale aveva la funzione di presidiare contro le scorrerie dei saraceni la tenuta vescovile e le strade che attraversavano la val Bisagno. Il Castelluzzo era formato da una torre quadrata, da una torre centrale semicircolare e da una cinta di mura.
Poco al di sotto del Castelluzzo, a 270 m s.l.m., si trova una piccola area, chiamata "Terre rosse", caratterizzata da un affioramento di "Argilliti di Montoggio" rossastre prive di vegetazione, le quali creano un ambiente suggestivo, anche per il contrasto con il verde circostante.
Sempre in zona Molassana "alta", nel bosco sopra a via Olivo vi è una piccola grotta scavata nella roccia, utilizzata durante la seconda guerra mondiale come rifugio antiaereo. La galleria è lunga circa 50 metri, alta 2 metri, larga 2 metri, è dotata di tre ingressi, solo uno dei quali risulta agevolmente libero dalla boscaglia. Nella grotta vive una delle specie di geotritone.

### Aree naturali

#### Prato Casarile
A nord della dorsale su cui sorge Cartagenova si trova Prato Casarile (250 m s.l.m.), nell'alta valle del Geirato, ai piedi del monte Alpe (800 m s.l.m., il rilievo più alto della zona di Molassana). L'area è costituita da un ampio prato pianeggiante (circa 18.000 m2), risultato di un'antica frana che circa duemila anni fa sbarrò la valle del Geirato formando un lago. Con il tempo il lago si colmò e l'area divenne un prato. A causa del terreno permeabile le acque del torrente Geirato, poco a valle delle cascate, si infiltrano scorrendo sotto al prato, per riemergere a valle del castagneto. In caso di forti piogge la permeabilità del terreno non riesce a far fronte al cospicuo apporto d'acqua lasciando scorrere in superficie il torrente ed allagando temporaneamente l'area.

### Altro

#### Giardini pubblici "Giorgio Falco"
I giardini pubblici intitolati a Giorgio Falco si trovano nei pressi del centro di Molassana, sulla sinistra orografica del torrente Geirato, tra largo Paolo Boccardo e via Sertoli e sono luogo di aggregazione per la cittadinanza. I giardini, in cui si tengono spesso manifestazioni di quartiere, come mercati all'aperto e attività rivolte ai più piccoli, hanno sviluppo longitudinale e sono caratterizzati dalla presenza di diversi tipi di piante liguri, tra cui grandi tigli, pini marittimi, alloro, tassi. Nei pressi dell'ingresso sud, sono visibili due tubi di marmo che facevano parte dell'acquedotto storico di Genova; vi è collocato anche il monumento ai Partigiani caduti nella Resistenza. In collaborazione con il Municipio IV - Media Val Bisagno, dal 2010 i Giardini "G. Falco" sono curati e seguiti dal Gruppo Scout AGESCI "Genova XX", che li utilizza come laboratorio di quartiere all'aperto per proporre ai propri ragazzi attività di cittadinanza attiva nel quartiere, curando le piante e un'aiuola botanica delle piante aromatiche. Una bacheca posizionata nei pressi delle scale che conducono alla chiesa di San Rocco è custodita dagli scout che la utilizzano per pubblicizzare manifestazioni ed eventi e per promuovere lo scautismo.

#### Giardini pubblici "Maurizio Orengo"
I giardini pubblici "Maurizio Orengo" si trovano in via Bernardini e sono intitolati al fondatore del gruppo scout di Molassana (Genova XX), a poche decine di metri dalla cappelletta dell'Olmo. Essenzialmente, sono la copertura di un garage seminterrato, sul quale sono stati ricavati spazi all'aperto per la cittadinanza, con giochi per bambini, aiuole, panchine e un piccolo fabbricato che ospita la sede molassanese del CAI - Ule.

## Geografia antropica

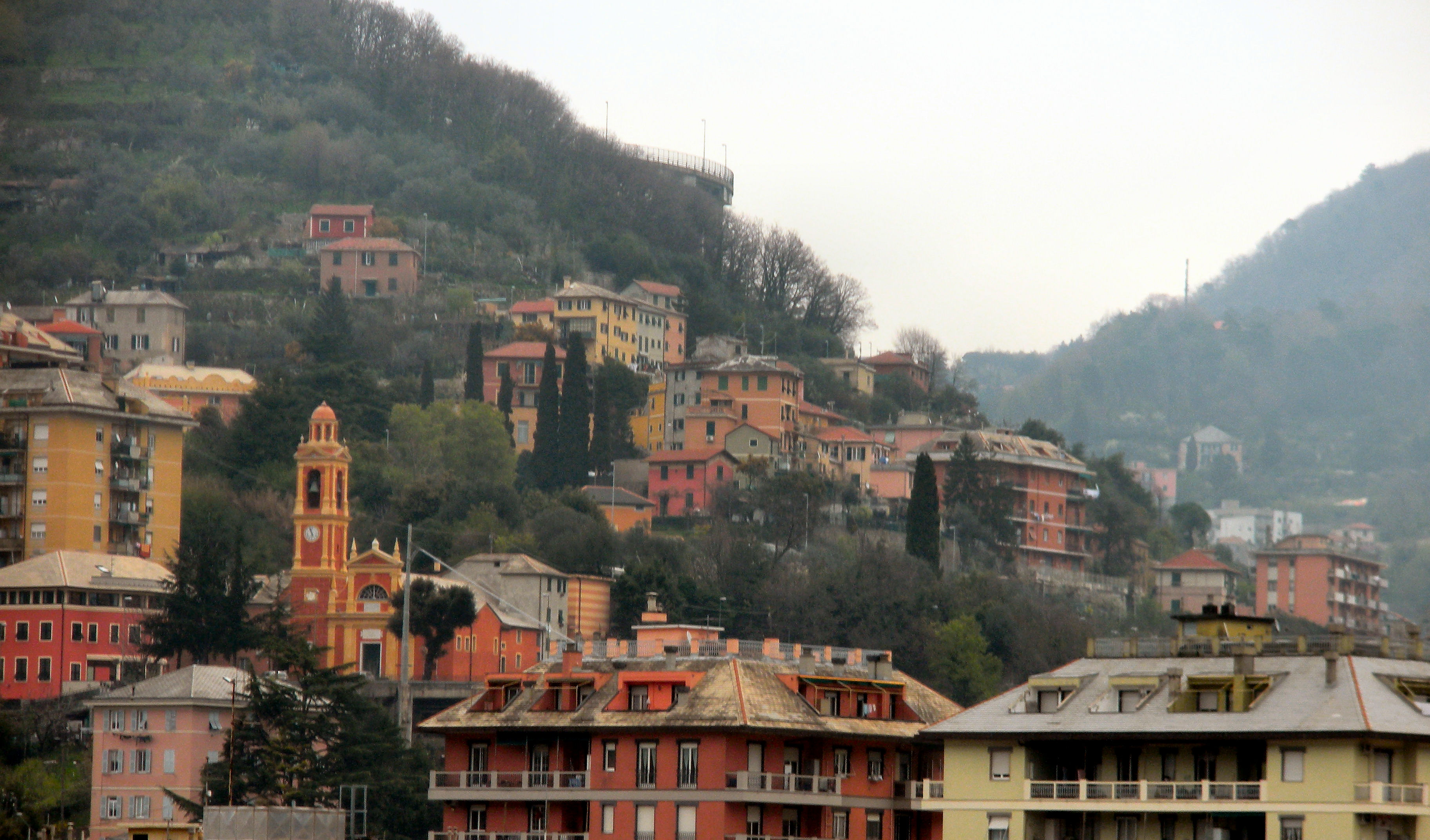
Il nucleo originario del paese di Montesignano, ancora individuabile tra le moderne costruzioni.

### Montesignano
Montesignano è un quartiere situato in collina sulla sponda sinistra del Bisagno, fino al 1926 frazione del comune di Bavari e successivamente aggregato alla circoscrizione di Molassana. L'impetuosa crescita edilizia del secondo dopoguerra, con la costruzione di numerose case di edilizia popolare, ha portato la popolazione di questo centro a superare quella di Molassana.
La località, che comprende anche le frazioni di Terpi e Mermi, oggi inglobate in un unico agglomerato urbano, è citata per la prima volta in un documento del 1061 come "Monte Asenino" e nel 1142 come "Monteasciano", ma non è nota l'origine di questi antichi toponimi, dai quali deriva l'attuale.
Nel XVIII secolo nella zona furono costruite numerose ville di famiglie patrizie genovesi, tra le quali degno di nota il palazzo Durazzo, intorno al quale sopravvivono alcune di queste antiche residenze. La zona fu coinvolta dagli eventi bellici del 1746-1747 (guerra di successione austriaca) e nell'anno 1800 durante l'assedio di Genova, quando volontari della val Bisagno affiancarono i soldati francesi del generale Andrea Massena nella difesa della collina di Montesignano e del ponte Carrega, importante collegamento tra le due sponde del Bisagno.
Il "ponte delle Carraie" (in genovese "ponte de Carræ", in italiano divenuto impropriamente "ponte Carrega") era stato costruito negli ultimi decenni del Settecento, su richiesta degli abitanti, per collegare Montesignano con la sponda destra del Bisagno, in luogo del guado utilizzato fino ad allora. Il ponte, idoneo al transito di carri con carichi pesanti, da cui il nome, restaurato nel 1907, oggi è utilizzato come passerella pedonale; si presenta più corto rispetto all'epoca della sua costruzione perché la moderna viabilità di sponda e l'espansione edilizia nel fondovalle hanno ristretto l'alveo del torrente, rendendo necessario demolire alcune arcate.

### Sant'Eusebio

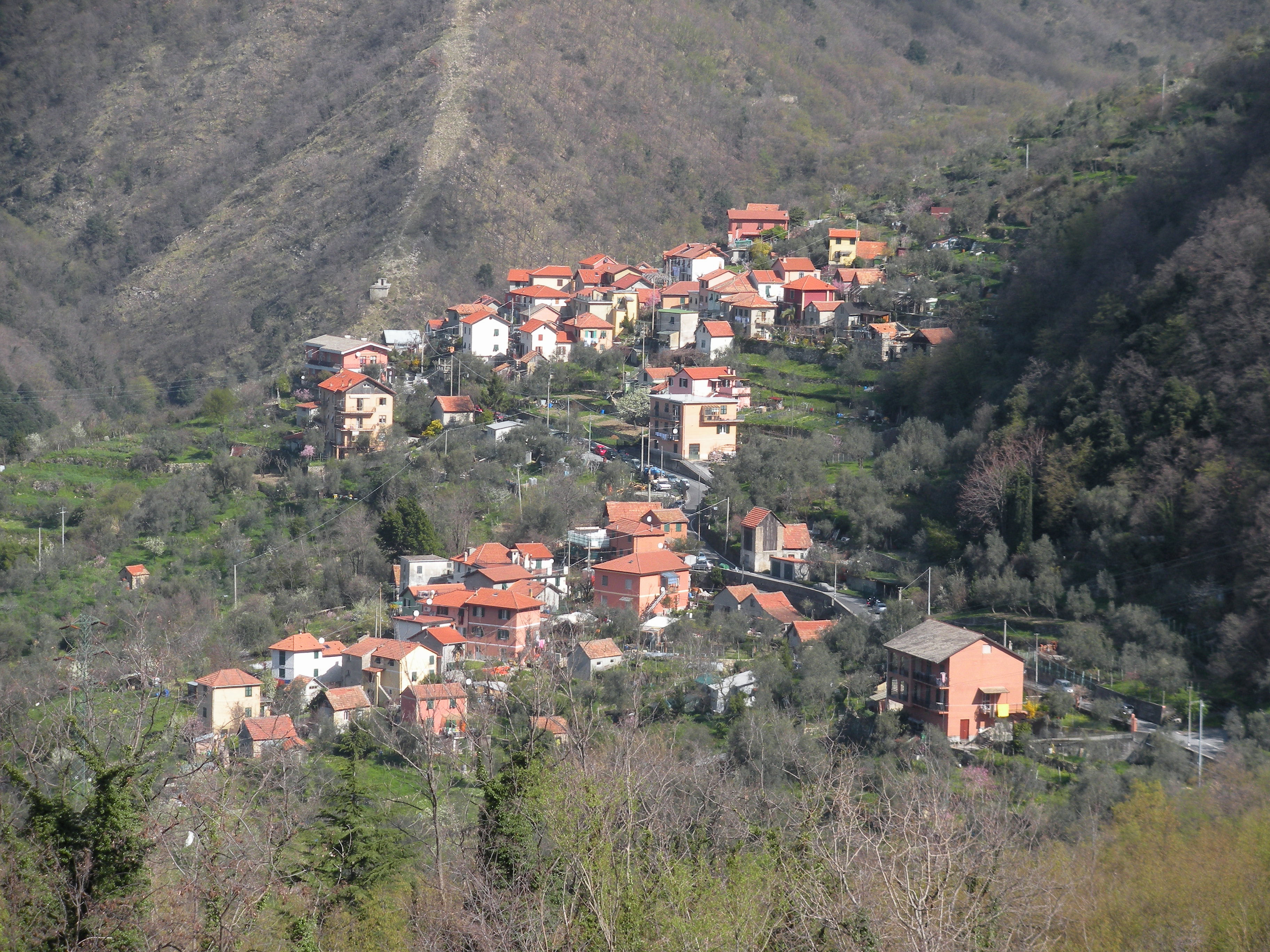
Veduta di Cartagenova

Sant'Eusebio è un centro residenziale collinare (222 m s.l.m.) sul versante sinistro della val Bisagno, più in alto di Montesignano. Come Montesignano fino al 1926 era una frazione del comune di Bavari.
Antico centro di via sulla strada dalla val Bisagno al levante genovese, un tempo chiamato "Luco", nell'XI secolo vi si stanziarono i benedettini dopo aver lasciato al clero ordinario l'antica l'abbazia di San Siro a Struppa. Le prime notizie della chiesa di Sant'Eusebio risalgono al XIII secolo; già parrocchia autonoma, all'inizio del XV secolo divenne una dipendenza di San Michele di Montesignano, e solo quattro secoli più tardi, nel 1929, fu nuovamente eretta in parrocchia.
Fino a pochi decenni fa era un paese agricolo, località di villeggiatura delle famiglie genovesi. Vi sorgono molte villette costruite nell'Ottocento e la prima metà del Novecento e molte trattorie, ancora oggi frequentate dai genovesi.
Anche Sant'Eusebio dopo la seconda guerra mondiale ha visto una notevole espansione edilizia, in parte formata da grandi caseggiati di edilizia popolare, che hanno reso necessaria l'apertura di nuove strade di collegamento con il fondovalle, in sostituzione delle vecchie mulattiere.

### San Gottardo
San Gottardo, oggi compreso nell'unità urbanistica Montesignano, ha fatto parte di Staglieno dal XV secolo fino alla prima metà del Novecento, quando fu aggregato alla circoscrizione di Molassana. Si presenta come un quartiere moderno posto lungo la strada statale 45, nel punto dove ha inizio la strada che sale al valico di Trensasco, un tempo importante collegamento con la via del sale e la val Polcevera.
Nonostante l'aspetto moderno (la maggior parte degli edifici è stata costruita nel XX secolo) San Gottardo ha origini antiche; un tempo era chiamato "San Martino de' Corsi" e se ne ha notizia a partire dal 1138, quando vi sorgeva una chiesa con annesso ospitale per pellegrini lungo la via di Trensasco. Compreso nel Medioevo nel territorio di Molassana fu aggregato a Staglieno dopo che l'epidemia di peste del 1473 aveva causato uno spopolamento della zona. A causa di questo evento ed anche per la contemporanea apertura di nuove vie tra Genova e la pianura Padana, San Martino de' Corsi perse d'importanza. In seguito, quando il paese tornò a popolarsi, non più sulla collina ma nel fondovalle, l'antico toponimo fu sostituito dal nome del santo al quale era stata nel frattempo dedicata la piccola chiesa.

### Carpi

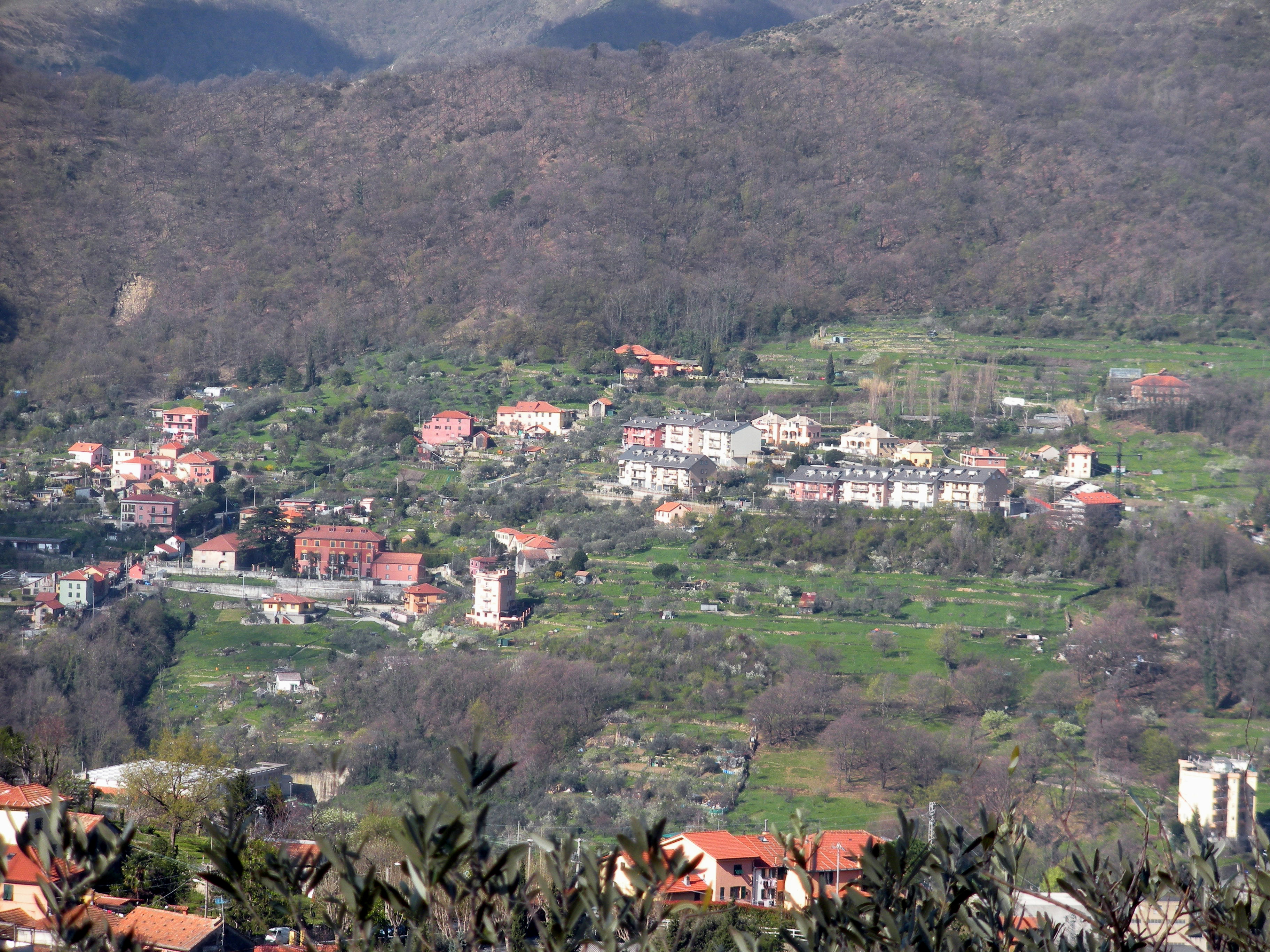
Pino Sottano

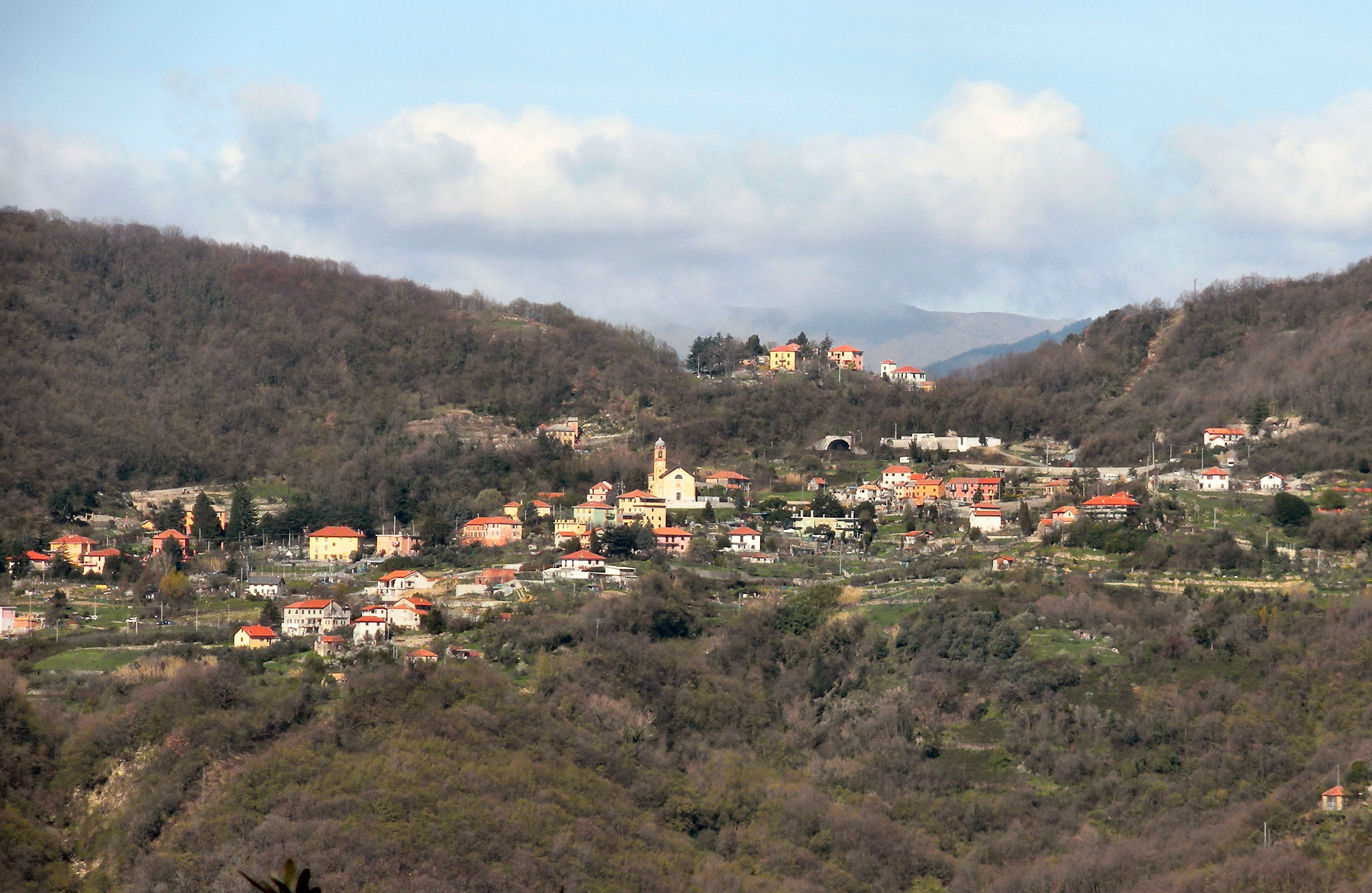
Pino Soprano

Carpi (o più precisamente "i Carpi", secondo l'uso locale che ne declina il toponimo al plurale) sono un piccolo borgo in collina sulla sponda destra del torrente Geirato, che prende il nome da una famiglia locale. Nei tempi passati adiacente alla cappella c'era "l'osteria della Bianca" conosciuta per fave e salame domenicali con il vino dei Carpi odoroso di zolfo e ritrovo di appassionati canterini Genovesi. Vi si arriva con una carrozzabile che ha inizio nel fondovalle del Geirato, ma anche a piedi attraverso le antiche creuze che portavano verso Pino Soprano e la val Polcevera.
È un abitato compatto formato da antiche case oggi completamente rinnovate. La piccola cappella dedicata ai santi Rocco e Nicolò è stata restaurata nel 2006. Nei pressi del borgo orti, alberi da frutto e filari di vite; un tempo veniva prodotto, sia pure in modeste quantità, un rinomato il vino bianco.

### Cartagenova
Cartagenova, la più popolata tra le frazioni di Molassana nella valle del Geirato, è situata a 244 m s.l.m., sulla collina in sponda sinistra del torrente. Anticamente chiamata "Cartagena" (toponimo di probabile origine etnica, in genovese "Cartazena", poi tradotto in italiano come Cartagenova), è raggiungibile dal centro di Molassana percorrendo via S. Felice.
Il paese ha l'aspetto di un borgo compatto, con abitazioni vicinissime tra loro, piazzette e antichi trogoli ed un tempo era al centro di una fitta rete di stradine che collegavano il fondovalle del Geirato con la via per Creto e Montoggio.
Cartagenova comprende il piccolo borgo di Tre Coste, poco a valle dell'abitato ma raggiungibile solo a piedi.

### Geirato
Il borgo, che prende il nome dal torrente che sfocia nel Bisagno nel centro di Molassana, si trova in collina sulla sponda sinistra della valle ed è raggiungibile solo a piedi: la carrozzabile che risale la valle del Geirato termina dopo due chilometri davanti al ponte-canale secentesco del civico acquedotto ed occorre proseguire a piedi, sia pure per un breve tratto.
Il borgo è formato da piccole case a schiera; vi si trova una cappella dedicata a san Bernardo, aperta solo in occasione della festa patronale.

### Pino Sottano
Pino Sottano, poco sopra il centro di Molassana, lungo la strada che collega la val Bisagno con la val Polcevera, si presenta oggi come una moderna zona residenziale, con eleganti condomini e villette a schiera. Il nucleo storico del paese, raccolto attorno al palazzo fatto costruire nel XVII secolo dalla famiglia Durazzo, oggi casa di riposo, si raggiunge percorrendo un viale che si distacca dalla carrozzabile. Un tempo l'unico collegamento con il fondovalle era la mulattiera che aveva inizio sulla sponda destra del Geirato. La villa Durazzo è ornata di affreschi di Domenico Parodi e Bartolomeo Guidobono.

### Pino Soprano
La carrozzabile da Molassana, dopo aver superato Pino Sottano, risale la collina diretta a Pino Soprano (314 m s.l.m.) e al valico della Crociera di Pino (340 m s.l.m.), dove oggi una galleria porta a Torrazza e Casanova, nel comune di Sant'Olcese, in val Polcevera.
Questa via era molto importante nei tempi antichi, perché fungeva da collegamento tra la val Bisagno e la via del sale che passava da Torrazza, proveniente dal porto di Genova e diretta verso il Piemonte. È presente una stazione della ferrovia Genova-Casella, la zona è anche servita dalla linea 481 dell'AMT.

### San Giacomo
San Giacomo è un borgo sparso in collina sulla sponda destra del torrente Geirato, lungo la mulattiera che saliva al valico di Pino.
Il nucleo principale del paese è raccolto attorno alla chiesa di San Giacomo Maggiore, antico oratorio fondato nel 1347 poi trasformato in chiesa, dal cui piazzale si ha un'ampia vista sulla valle del Geirato. Sul piazzale è collocato un busto in marmo di papa Giovanni XXIII, scolpito riadattando un monumento a Costanzo Ciano abbattuto dopo la caduta del fascismo.

## Infrastrutture e trasporti

### Strade
Molassana si trova lungo la strada statale 45 di Val Trebbia, che collega Genova a Piacenza attraverso il passo della Scoffera. Questa strada, lunga e tortuosa, nel tratto ligure collega con Genova i comuni di Bargagli, Davagna, Torriglia e i centri dell'alta val Trebbia e attraverso il tunnel Bargagli-Ferriere, con l'alta val Fontanabuona. Oggi una strada urbana a scorrimento veloce, costruita negli anni ottanta, percorre la sponda sinistra del Bisagno, evitando l'attraversamento del centro abitato di Molassana; questa strada di scorrimento è collegata al centro del quartiere dal ponte Alexander Fleming, inaugurato nel 1984.
Il casello autostradale più vicino è quello di Genova-Est (nel quartiere di Staglieno) sull'autostrada A12, a circa 4,5 km da Molassana.

### Ferrovie
La stazione ferroviaria della rete nazionale più vicina a Molassana è quella di Genova Brignole, a circa 6,5 km.

## Società

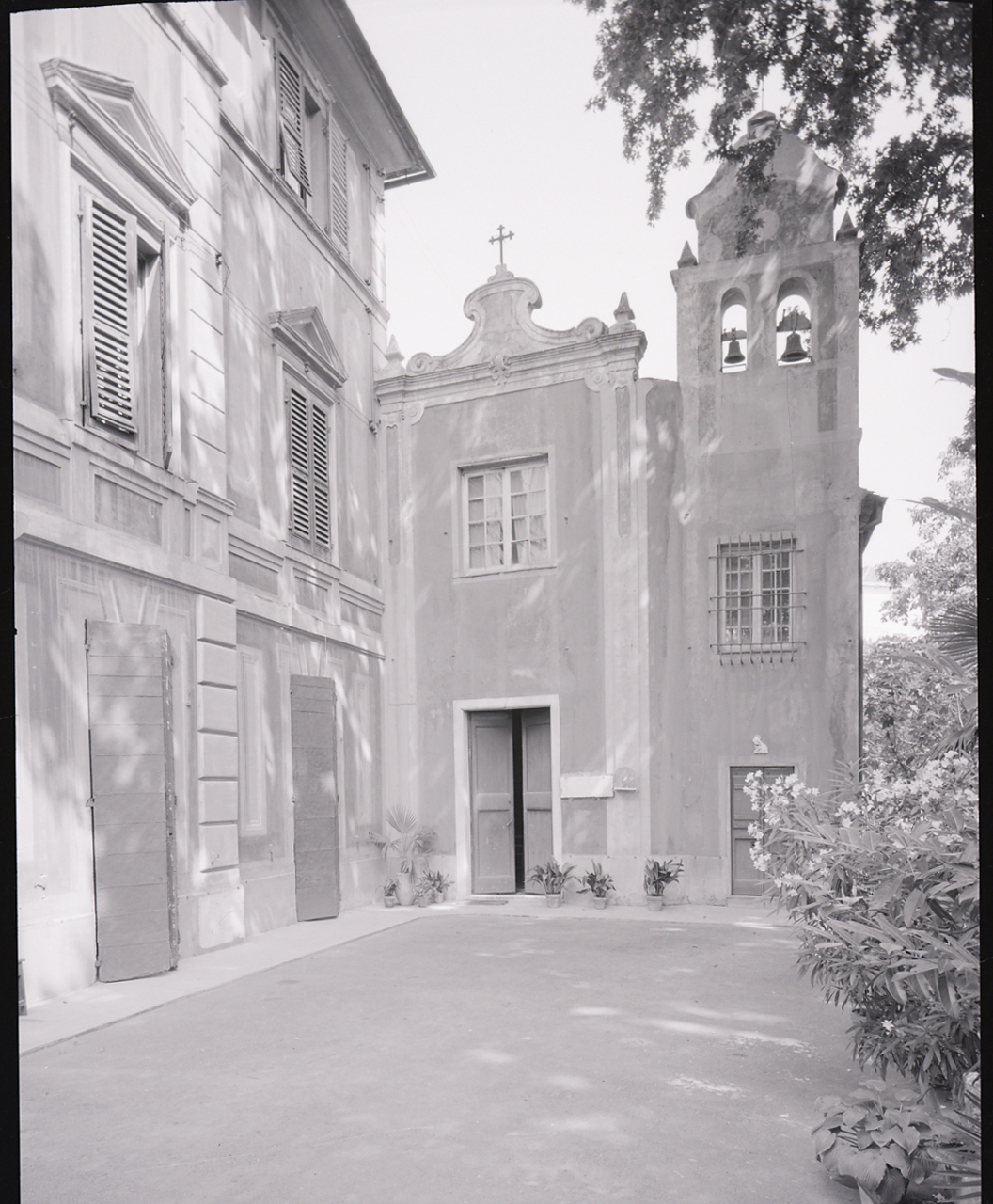
Villa Durazzo, poi Santa Caterina (Opera Don Orione), presso Pino Sottano. Foto di Paolo Monti, 1963.

### Istituzioni, enti e associazioni

#### Pubblica Assistenza Molassana
La Pubblica Assistenza Molassana (acronimo PAM) è stata costituita nel 1970 come succursale della Pubblica Assistenza Burlando, divenendo autonoma nel 1975. A lungo ospitata in alcuni locali messi a disposizione dalla parrocchia di S. Rocco, dal 2014 dispone di una propria sede.

#### Gruppo Scout "Genova XX"
Il Gruppo scout AGESCI "Genova XX" ha sede nella la storica cappelletta dell'Olmo di via Elia Bernardini, e dal 1983 - anno della fondazione - si occupa di educare i bambini e i ragazzi molassanesi che ne fanno parte secondo gli ideali e i valori tipici dello scautismo. Al 2010, il Genova XX ha coinvolto più di 500 ragazzi nel corso dei suoi anni di attività. Il Genova XX ha due Branchi di lupetti che accolgono bambini/e di 8-12 anni: assieme al Branco "Roccia della Pace", che ha sede nell'ex asilo di Molassana Alta, situato lungo d'acquedotto storico nei pressi della chiesa parrocchiale di Santa Maria Assunta, dal 2011 è stato aperto il Branco "Seeonee", con sede presso la chiesa parrocchiale di San Giacomo Maggiore di Molassana. Il Reparto "Apaches", formato da ragazzi/e di 12-16 anni, si riunisce presso la cappelletta dell'Olmo, ed è attualmente costituito dalle squadriglie Leoni, Tigri, Aquile e Falchi. La branca R/S accoglie ragazzi/e di 16-21 anni, dal 1992 al 2012 è stata gestita in condivisione con i vicini gruppi Genova 23 (di Prato) e Genova 48 (di Montesignano) con il nome di  "Alta Val Bisagno"; dal dicembre 2012 è tornata nuovamente autonoma sotto il Genova XX con il nome di Clan "Sand Creek" con sede nei locali parrocchiali sottostanti la chiesa di San Rocco.
Il 26 giugno 2011 i nuovi giardini pubblici di via Bernardini sono stati intitolati a Maurizio Orengo, fondatore del gruppo scout di Molassana (Genova XX). Durante l'alluvione di Genova del 4 novembre 2011, l'acqua, nella sede di via Bernardini, ha raggiunto la quota di 2,40 metri.

## Cultura

### Teatro dell'Ortica
In via Salvador Allende ha sede il Teatro dell'Ortica. Il teatro, attivo dal 1996, opera nel settore della teatroterapia e del teatro sociale. Fra le attività, dal 2005 organizza, in collaborazione con l'Università di Genova, un corso biennale specialistico per operatore pedagogico teatrale.

## Sport

### Impianti sportivi
Il quartiere è dotato di numerosi impianti sportivi, fra cui lo storico impianto polisportivo di Ca' de Rissi (campo sportivo della società calcistica Sport Club Molassana Boero 1918 e dell'Associazione Sportiva Dilettantistica Ca De Rissi), il complesso sportivo "Angelo Baiardo" di Montesignano (terreno di gioco della U.S. Angelo Baiardo) e il centro polisportivo di più recente edificazione della Sciorba, anch'esso nella zona di Montesignano.

### Società calcistiche

#### Sport Club Molassana Boero
La squadra di calcio del Molassana Boero, che nella stagione 2024-2025 parteciperà al campionato di Eccellenza, è una delle storiche squadre calcistiche di Genova e della Liguria; la società vanta uno dei settori giovanili più fiorenti della Liguria ed è strettamente legata alla U.C. Sampdoria. La categoria più alta raggiunta nella sua storia è stata la Seconda Divisione nel campionato 1924-1925 (corrispondente all'attuale serie B).
Nel vivaio rosso-azzurro sono cresciuti l'ex centrocampista di Milan e Genoa Stefano Eranio e Fabrizio Casazza, ex portiere di Sampdoria, Lazio, Torino, Udinese e Venezia.
Il Trofeo Caravella, organizzato dalla società, è da oltre 25 anni è il torneo calcistico giovanile della Liguria con il maggior numero di squadre partecipanti. Da questo torneo sono passati giocatori del calibro di Buffon, Rosina, Montolivo, Pellissier, Lazzari, Donati, Foggia, Mantovani, Maresca, Pistone, Cozza e molti altri poi divenuti professionisti.

#### Unione Sportiva Angelo Baiardo
L'Unione Sportiva Angelo Baiardo, fondata nel 1946 da alcuni giovani di Montesignano, prende il nome da un giovane deceduto nell'ultimo conflitto mondiale. La società calcistica, che attualmente milita nel campionato ligure di Eccellenza, dal 1970 dispone di un proprio campo di gioco nella zona di Mermi, comprendente un campo da calcio, quattro campi da tennis e un campo di calcetto.
Nell'U.S.D. Angelo Baiardo è cresciuto calcisticamente Franco Rotella (mancato prematuramente nel 2009, a soli 42 anni) prima di iniziare la sua carriera professionistica nel Genoa e in altre società di rilevanza nazionale.

#### A.S.D. Cà De Rissi - San Gottardo
L'A.S.D. Cà De Rissi - San Gottardo, ultima nata tra le società calcistiche di Molassana, è stata fondata nel 2012; nella stagione 2023-2024 partecipa al campionato genovese di Prima Categoria.